# Hydrosfære
Hydrosfæren består af alt det vand der er på Jorden, uanset fase. Jordens hydrosfære er beregnet til at være ca. 1.360.000.000 km3. Oceanerne udgør 97 % af hydrosfæren, resten udgøres af floder og søer, grundvand, kryosfæren (is), vanddamp i atmosfæren, krystalvand i mineraler og bjergarter samt vandet i de levende organismer.

## Hydrologi
Studiet af hydrosfæren kaldes hydrologi og hydrosfæren på Jorden er ret godt undersøgt, fordi man kan finde meget velafgrænsede vandområder, som kan følges over flere år uden større besvær. Eksempelvis er mange af de mest kendte fødenet netop beskrevet fra mindre vandhuller. I Danmark er der også en lang tradition for havundersøgelser. I 1921-22 sejlede undersøgelsesskibet Dana til Sargassohavet på jagt efter ålens gydepladser. Ekspeditionen blev ledet af Johannes Schmidt og blev støttet af Carlsbergfondet. Få år senere (i 1928-30) støttede fondet en jordomrejse, hvor Schmidt kortlagde de indo-pacifiske åleracers vandringer. Senest gjorde Anton Bruun med Galathea-ekspeditionen i 1950-52 en af de største danske videnskabelige indsatser nogensinde. Uden brug af bathyscaper og andet moderne udstyr lykkedes det at hjemtage prøver fra dybhavene overalt på kloden.

## Vandets fordeling
| Vandmængde            | Vandindhold i tusind km3 | % af total |
| --------------------- | ------------------------ | ---------- |
| Atmosfæren            | 13                       | 0,0001     |
| Verdenshavene         | 1.360.000                | 97,6000    |
| Vand på landområder   | 124.000                  | -          |
| Floder                | 1,7                      | -          |
| Ferske søer           | 125                      | 0,0094     |
| Saltsøer              | 105                      | 0,0076     |
| Jordvand              | 150                      | 0,0108     |
| Biologisk bundet      | forsvindene lidt         | -          |
| Grundvand             | 7.000                    | 0,5060     |
| Iskapper og gletsjere | 26.000                   | 1,9250     |
| I alt landområder     | 33.900                   | 2,5000     |
| I alt vandmængde      | 1.384.000                | 100        |

## Havenes forsuring
Siden starten af industrialiseringen har havenes pH, surhedsgrad, ændret sig drastisk. Der er sket en forsuring, der gør det vanskeligere for de havlevende organismer at danne og bevare skaller, exoskeletter og andre hårde dele af calciumcarbonat. Dyr og planter der er berørt af forsuringen er kalkflagellater (nanoplankton), koraller, foraminiferer, pighuder, krebsdyr og bløddyr..

## Den termohaline cirkulation
Når den varme Golfstrømmen afkøles i det nordlige Atlanterhav falder det afkølede vand til bunds. Denne mekanisme betegnes som Grønlandspumpen og er en drivende kraft i den thermohaline cirkulation.

## Vand på andre himmellegemer
Andre himmellegemer kan også have hydrosfærer, f.eks. kometer, Merkur, Mars, jupitermånen Europa og saturnmånen Enceladus. Da tilstedeværelsen af vand knyttes sammen mulighed for liv, spejdes der efter vand på exoplaneter i fremmede solsystemers beboelige zone.